# Arithmancie
 (novembre 2017).
L'arithmancie ou arithmomancie est une technique de divination fondée sur les chiffres de 1 à 9. Le plus souvent, il s'agit de transformer le prénom et le nom des gens en une suite de chiffres pour obtenir ce qu'on appelle le nombre d'expression, le nombre intime et le nombre de réalisation. Chacun de ces nombres est ensuite analysé.
Les origines de l'arithmancie semblent remonter à plus de 2 000 ans, développées par les pythagoriciens. Les personnes pratiquant l'arithmancie sont appelées des arithmanciens.

## Étymologie
Arithmancie vient des mots grecque arithmós (écriture grecque = ἀριθμός) signifiant « nombre » et manteía (écriture grecque = μαντεία) signifiant « divination ».

## L'alphabet de Tripoli
Il est dit que l'Alphabet de Tripoli fut inventé en 1350 par Septimus Tripoli. Ce procédé reste simple et c'est le seul existant en arithmancie pour transformer les lettres en chiffres. Ce procédé ne fonctionne que dans le sens Lettres ⇒ Chiffre.
| 1 | 2 | 3 | 4 | 5 | 6 | 7 | 8 | 9 |
| - | - | - | - | - | - | - | - | - |
| A | B | C | D | E | F | G | H | I |
| J | K | L | M | N | O | P | Q | R |
| S | T | U | V | W | X | Y | Z |   |

## Le nombre d'expression
Le nombre d'expression fait partie de la base de l'arithmancie, il est la synthèse des consonnes et des voyelles donc la synthèse de la motivation de la personnalité. Il est supposé représenter le profil psychologique propre à chacun, le portrait véritable de l’être humain dans sa globalité.
Ce nombre contiendrait l'expression des grands traits de notre caractère, notre façon d’agir et l’influence que l'on aurait sur notre entourage, nos aptitudes à surmonter les défis et réaliser notre but. 
La théorie de l'arithmancie dit que le nombre d'expression peut être libre de toutes tensions et nous permettre de remplir notre mission, et qu’en numérologie, il est un des nombres les plus importants car il nous individualise, il influence fortement ce que nous devons être ou faire et la façon dont nous le ferons. 
Il se peut toutefois que la description ou l’interprétation de votre nombre d’expression vienne en contradiction avec celle de votre prénom et de votre nom de famille.
C’est que la numérologie est une chose complexe et pleine de subtilités ; il faut retenir que votre prénom et votre nom sont censés dévoiler votre potentiel, tandis que la combinaison des deux est plutôt supposée vous faire découvrir votre façon d’agir et d’être.
S E P T I M U S

1+5+7+2+9+4+3+1 = 32 ( 3 + 2 = 5) 
 T R I P O L I

2+9+9+7+6+3+9 = 45 ( 4 + 5 = 9) 
```
9 + 5 = 14 (1 + 4 = 5) Le nombre d'expression de Septimus Tripoli est donc le 5.
```

## Le nombre intime
Le nombre intime ne prend en compte que les voyelles. Il sert à retrouver des aspects intimes chez les gens. Continuons avec l'exemple de Pythagore.
P Y T H A G O R E
7  +  1 + 6 + 5 = 19 ⇒ 10 ⇒ 1

## Le nombre de réalisation
À l'inverse du nombre intime, le nombre de réalisation se veut la face visible d'un individu. Il s'agit cette fois de prendre en compte les consonnes de notre exemple.
P Y T H A G O R E

7 + 2+8 + 7 + 9   = 33 ⇒ 6

## Interprétation
Avec trois chiffres, il est maintenant possible d'interpréter les traits de caractères de l'individu choisi. Il est possible de suivre une théorie dite de Pythagore comme quoi chaque chiffre aurait un sens unique qui permettrait la compréhension de toute chose. Plusieurs théories existent sur le sujet.

## Dans la fiction
Dans l’univers de Harry Potter, l’arithmancie est une option enseignée par le Professeur Vector que les élèves de l’école de Poudlard peuvent choisir de suivre à partir de leur 3e année. Les élèves doivent se procurer le livre Numérologie et grammaire, obligatoire pour le cours. Hermione Granger suit ce cours et le considère comme sa matière préférée alors qu'elle méprise la Divination. Ernie MacMillan suit également ce cours.